# Шмаково (Варгашинский район)
Шма́ково (Шмакова) — деревня Варгашинского района Курганской области в составе Шастовского сельсовета, на 2018 год в деревне числится 4 улицы.

## География
Шмаково расположено на берегу реки Суери, высота центра селения над уровнем моря — 67,8 м. Транспортное сообщение осуществляется по региональной автодороге 37Н-0311 трасса Урал — Шастово — Шмаково.

### Часовой пояс
Шмаково, как и вся Курганская область, находится в часовой зоне МСК+2. Смещение применяемого времени относительно UTC составляет +5:00.

## История

### Археологический памятник
Курганный могильник «Шмаково-1» (VII в. до н. э. — III в. н. э.) расположен в 0,5 км восточнее д. Шмаково.

### Дореволюционная история
Деревня была основана около 1685 года, хотя впервые отмечена на карте 1697 года и была приписана к Усть-Суерской слободе Тобольского уезда Сибирской губернии. С 1720 года селение включили в Ялуторовский дистрикт Тобольской провинции. После постройки церкви Шмакова получила статус села, при этом, до середины XVIII века, как пограничный пункт, имело деревянные укрепления.
В Ведомости Ялуторовского дистрикта Усть-Суерской слободы от 8 февраля 1749 года указано, что в селе Шмаковском 34 двора, в которых крестьян, мужчин в возрасте от 18 до 50 лет — 42 человека, у них огнестрельного оружия было 3 винтовки (у Дмитрия Каплина, у Василия Черданцова, у Павла Свалова) и 1 мушкет (у Федора Мосина).
В 1782 году с. Шмаковское стало центром Шмаковской волости Курганского уезда Тобольской губернии.
В конце XVIII в. проводился ежегодный торжок 1 октября, приуроченный к престольному празднику Покрова Пресвятой Богородицы. К концу 1840-х гг. к нему добавились еще два торжка: Вознесенский и Благовещенский. Последний к концу 1860-х гг. был преобразован в Благовещенскую ярмарку, проходившую с 24 по 27 марта. К концу XIX в. торжок в день Вознесения Господня, вероятно, был упразднен, а проведение Благовещенской ярмарки перенесено на 19—25 марта.

### В годы Гражданской войны
В июне 1918 года установлена белогвардейская власть.
22 августа 1919 года красный 270-й Белорецкий полк атаковал переправу у д. Пешная (Песчаная). Здесь оборону заняли две роты белого 1-го Красноуфимского полка и сотня 5-го Сибирского казачьего полка. Севернее их, вплоть до д. Памятное находился белый 14-й Иртышский полк (300 штыков) с командами конных разведок, выделенными из остальных полков дивизии. Напротив д. Памятное позиции занимал 4-й Сибирский егерский батальон. Остальные части белой 4-й Сибирской дивизии, по приказу комгруппы генерала Г.А. Вержбицкого, уже начали отход в тыл к дд. Щукино и Бородино. Переправившиеся через Тобол красноармейцы 270-го Белорецкого полка вышли в тыл оборонявшемуся на левом фланге батальону 14-го Иртышского полка (70 штыков), занимавшему позиции южнее д. Речкино, вплоть до излучины реки у д. Пешное (Песчаное). Потеряв в бою убитыми 1 солдата, раненными 1 офицера и 8 солдат, пропавшими без вести 4 солдат, батальон 14-го Иртышского полка пробился к д. Петухово (Петуховское), где занял позицию по восточному берегу реки Суерь у д. Новодостовалово. Узнав о прорыве фронта и оголении левого фланга, сюда же от д. Речкино, с боем начали отходить другие батальоны 14-го Иртышского полка. Под давлением красных, после полуторачасового боя, белый 14-й Иртышский полк оставил д. Петухово и отошёл к д. Широково и с. Шмаковское. Наступая, красноармейцы последовательно прошли дд. Новодостовалово, Капаруллина и Песчаное. Около 18 часов к позициям белых у с. Шмаковское с севера от д. Зверевой, вышла красная разведка в 30 сабель. Обстрелянные конными разведчиками 13-го Омского полка, красноармейцы отошли. С 24 августа 1919 года началось общее отступление белых войск 2-й армии генерала Н.А. Лохвицкого по всему фронту. 24 августа 1919 года белый 14-й Иртышский полк передал позиции у д. Широково пришедшему на смену 3-му Сибирскому казачьему полку и отошёл на восток. С утра 24 августа 1919 года красный 268-й Уральский полк выступил из с. Романово, вверх по течению реки Суерь. Упорное сопротивление здесь оказали четыре сотни 3-го Сибирского казачьего полка. Сбив их, красный 268-й Уральский полк, занял д. Широково и с. Шмаковское, потеряв 1 убитым и 12 раненных. Отступая, две сотни 3-го Сибирского казачьего полка заняли оборону у д. Секисово, ещё 2,5 сотни стали отходить в д. Терпугово к штабу дивизии, а один взвод направился в д. Б. Шмаково, для поддержания связи с полками Сводной Сибирской дивизии. Развивая свое наступление, к вечеру, после 3-х часового боя, красноармейцы 268-го Уральского полка выбили сотню белого 3-го Сибирского казачьего полка, потерявшую 1 казака раненным, из д. Секисовой, заставив их отойти к д. Волосниково.
1 сентября 1919 года началась последняя крупная наступательная операция Русской Армии адмирала А. В. Колчака. 28 сентября 1919 года, части 30-й красной дивизии отступали по всему фронту. На участке 3-й бригады Брока, 268-й Уральский полк отходил к дд. Бол. и Мал. Шмаково, 269-й Богоявленско-Архангельский полк — к дд. Ошурково и Крутиха, а 270-й Белорецкий полк — на дорогу из д. Крутиха в с. Голопупово (Петропавловка). Белые 14-й Уфимский полк и подошедшие части Екатеринбургской дивизии, начали наступать на д. Молотово. Чтобы вывести свои части из-под глубокого флангового удара, комбриг Грязнов приказал начать отступление. Первым оставил д. Молотово и начал отход 263-й Красноуфимский полк. Он должен был прикрыть тыловые дороги, для отступления других полков бригады. Для этого, 3-й батальон и эскадрон 2-го Уральского кавдивизиона, были отправлены по дороге на д. Баитово, а 2-й батальон отошел и остановился в 4-5 километрах по дороге на с. Шмаковское. Здесь, на 2-й батальон напала преследующая его белая конница (3 эскадрона), но красноармейцы стойко держались, прикрывая дорогу для отступления своих товарищей, отходящих из с. Верхнесуерского вниз по реке Суерь на с. Шмаковское. Под натиском, 2-й батальон медленно отходил по дороге из д. Молотово на с. Шмаковское. Остановиться и укрепиться, из-за лесистой местности было нельзя, так как белая конница все время окружала батальон с флангов. В связи с критическим положением сложившемся у с. Шмаковское, куда упорно прорывалась белая конница, красный 264-й Верхнеуральский полк передал свою позицию у с. Верхнесуерское соседнему 268-му полку, после чего спешно выступил по дороге на с. Шмаковское. 30 сентября 1919 года, на участке 3-й бригады, красный 268-й Уральский полк сменил 264-й полк у с. Шмаковское. Красный 269-й Богоявленско-Архангельский полк занял позиции у дд. Бол.и Мал. Шмаково.
1 октября 1919 года белая артиллерия открыла огонь по с. Шмаковское из 2-3 трехдюймовых орудий. Под угрозой окружения 268-й Уральский полк (командир Хлебутин и комиссар Смолин: 75 командиров и 2396 солдат, в том числе 1663 штыков, 22 пулемета и 169 сабель) снялся с позиций и стал отходить вниз по течению реки, по дороге на с. Усть-Суерское. 2 октября красный 268-й Уральский полк двинулся на с. Шмаковское. Следующий в авангарде 1-й батальон занял село, выбив из него белую заставу, но затем, прорвавшаяся белая конница окружила 2-й батальон 268-го Уральского полка. Отправленный к нему на помощь 3-й батальон не успел вовремя прийти на поддержку, так как сам, в свою очередь был обойден белой конницей. К полудню, 1-й батальон 268-го Уральского полка отошел из с. Шмаковское на позиции восточнее д. Пуховая. Вскоре сюда же вышел из окружения 3-й батальон и одна из рот 2-го батальона. 3 октября 268-й Уральский полк весь день вел бой с наступавшими белыми у д. Пуховой. Потери красного 268-го Уральского полка в этом бою составили 173 убитых и раненных, а так же было разбито 2 пулемета. 4 октября красный 268-й Уральский полк перешел в наступление, к вечеру подошли вплотную к с. Шмаковское. С утра 5 октября, полк вошел в с. Шмаковское и стал с боем двигаться вверх по р. Суерь, отбрасывая белые Красноуфимско-Златоустовскую бригаду и Екатеринбургскую дивизию. К вечеру красноармейцы заняли дд. Секисово, Шестово, Суслово. Малочисленная белая пехота отступила к с. Верхнесуерское. 7 октября белая пехота Екатеринбургской дивизии, вместе с 4 эскадронами Уфимской кавдивизии, при поддержке огня 4 трехдюймовых орудий, начала наступать на левый фланг красного 268-го Уральского полка у д. Волосниково. После двух часов боя, несколько атак белых были отбиты, и белая пехота отошла на д. Плотникову. В ночь на 9 октября две роты 268-го Уральского полка выступили на д. Плотниково, но в 1,5 километрах от нее наткнулись на конную заставу белых, сбив которую, преследовали ее до деревни. Здесь в течение часа вели перестрелку с подошедшей белой конницей, а затем белые ускакали. Со слов жителей, в деревне находился Уфимский гусарский кавполк с 3 пулеметами. В бою было ранено 2 красноармейцев. 12 октября белая 1-я Сибирская казачья дивизия при поддержке огня артиллерии, начала наступать на позиции красного 268-го Уральского полка у с. Шмаковское, но была отбита и отошла на опушку леса в окопы в 500 метрах от позиции красных.
14 октября 1919 года чтобы помочь наступлению 1-й бригады, одна из рот красного 268-го Уральского полка была выслана с взводом конницы по дороге из с. Шмаковское на д. Молотово. Пройдя 4-5 километров, красные разведчики столкнулись с 2 сотнями 1-й Сибирской казачьей дивизии, с которыми начали перестрелку и отошли обратно к своему полку. 16 октября белая артиллерия выпустила 8 снарядов по с. Шмаковскому. 18 октября частям красной 30-й дивизии, было приказано перейти в решительное наступление. Белый 12-й Уральский егерский батальон, после трехчасового боя с наступавшим на него из с. Шмаковское красным 268-м Уральским полком, к полудню был сбит из своих окопов в 1,5 километрах к югу от с. Шмаковское и отошел на 1 километр по дороге на д. Молотово. Красные, ведя бой, заняли д. Плотниково и достигли северной опушки леса, что юго-восточнее деревни, взяв в плен начальника связи 12-го Уральского егерского батальона прапорщика Буланова Алексея Николаевича и 49 солдат. Ночью красный 268-й Уральский полк оставил д. Плотниково и отошел за р. Суерь. 20 октября один из батальонов (200 штыков) 268-го Уральского полка выступив из с. Шмаковское занял после небольшой перестрелки д. Плотниково, оттеснив сотню 3-го Сибирского казачьего полка, которая отошла на позиции юго-восточнее деревни. 21 октября 1919 года 268-й Уральский полк после продолжительного боя занял с. Верхнесуерское.

### Советское время
В 1919 году образован Шмаковский сельсовет. Указом Президиума Верховного Совета РСФСР от 14 июня 1954 года упразднён, вошёл в Шастовский сельсовет.
В 1921 году жители участвовали в антисоветском восстании, заперли местных членов Союза молодежи в помещении колокольни и подожгли её.
В годы Советской власти жители работали в колхозе «Красная заря», преобразованном в начале 1960-х годов в колхоз «Родина».

## Церковь

Покровская церковь.

Со времени своего основания д. Шмакова состояла в приходе Усть-Суерской Николаевской церкви.
В 1727 году епархиальным начальством было велено вместо деревянной церкви в Усть-Суерской слободе возвести каменную, а в д. Шмаковой устроить деревянную. Между 1727 и 1743 годами была срублена деревянная Покровская церковь, сгоревшая в конце 1749 года или в начале 1750 года. В 1751 году построена новая деревянная однопрестольная церковь. Впоследствии здание обветшало и 23 февраля 1827 года были выданы утвержденные план и фасад нового каменного храма. В нем решено было устроить два престола: в главной холодной церкви — в честь Покрова Пресвятой Богородицы, в теплом зимнем приделе — в честь Вознесения Господня. Храм заложен 15 августа 1827 года. В теплом Вознесенском приделе богослужения начали совершаться с 1833 года, главный престол в холодной Покровской церкви из-за неготовности иконостаса был освящен только к 1835 году. К 1850 году храм был обнесен кирпичной с деревянными решетками оградой, на западных углах которой были выстроены каменные училище и лавка для продажи свеч. В 1865 и 1868 гг. ограда пострадала от весенних разливов реки Суери.
В храме была икона Божией Матери «Достойно есть», выписанная из Афонского Андреевского скита по почину настоятеля протоиерея Григория Рещикова с разрешения епархиального начальства. Образ был освящен в 1892 году на Святой горе Афон с положением в него по благословению епископа Тобольского и Сибирского Иустина частиц мощей Святого Великомученика Пантелеимона и Преподобного Иоанна Кукузеля. Ежегодно в день празднования иконы, совершаемого 11 июня по старому стилю, проводился крестный ход с ней вокруг села, а потом по дворам всех прихожан.  Последняя из членов общины Елизавета Андреевна Рухлова в 2003 году передала образ в Успенский храм пгт Варгаши.
К 1910 году Покровский храм представлял собой каменное покрытое железом под зеленой краской здание с колокольней в одной связи. Наружные стены его были оштукатурены, а внутренние — оштукатурены и украшены стенной живописью и орнаментами. Длина церкви составляла 13 саженей, ширина — 7 саженей, высота до верхнего карниза — 2 сажени и 1 аршин; высота трехъярусной колокольни — 4 сажени 2 аршина. На основном здании и колокольне размещались 2 большие главы, а 6 малых — по четырем углам здания, над алтарем главного храма и над теплым приделом. Больших окон имелось 15, меньшего размера — 10, наружных створчатых обитых железом дверей — 3. Внутри помещались 2 иконостаса: в главной церкви — длиной 12 аршин, высотой 9 аршин, в придельной церкви — длиной 2 сажени 1 аршин, высотой 5 аршин.
Во время восстания 1921 года восставшие заперли местных членов Союза молодежи в помещении колокольни, после чего подожгли её. В 1922 году властями была изъята из Шмаковской церкви серебряная украшенная камнями риза с одного из образов, простреленная в нескольких местах пулями. В 1925 году в храме находились два деревянных иконостаса, в одном из которых помещалось 15 икон, а на колокольне имелись 6 колоколов. Звон их был запрещен постановлением президиума Белозерского райисполкома от 7 декабря 1934 года, но церковь ещё действовала, при ней имелся священник.
В 1938 году решениями общегражданских собраний жителей населенных пунктов Шмаковского и Шастовского сельсоветов церковь была закрыта и с этого времени использовалась для хранения зерна, а к 1945 году одна половина её была переоборудована под клуб. К 1958 году здание стало непригодным к использованию даже под складское помещение: штукатурка внутри и снаружи обсыпалась, началось выветривание стен, железная кровля обветшала, от попадания осадков перекрытие центрального купола дало трещину и частично обрушилось. В 1959 году Курганский облисполком принял решение о разборке здания бывшей церкви на стройматериалы, которое не было исполнено. В 2008 году здание вошло в список выявленных объектов культурного наследия Курганской области.
Приход Покрова Пресвятой Богородицы с. Шмакова Варгашинского района был зарегистрирован 18 марта 1996 года. В конце 1990-х гг. члены общины собирались для молитвы в частном доме, затем – в приспособленном помещении. Но со смертью стариков община становилась все малочисленнее и в 2007 году Покровский приход официально прекратил свою деятельность как юридическое лицо.

## Часовня
В 1850-х годах священник Григорий Рещиков построил на кладбище деревянную часовню над могилой своей жены. С середины 1870-х годов богослужения в ней отправлялись в родительские субботы, а с 1901 года — в радуницу во вторник Фоминой недели. По описанию 1910 года часовня представляла собой выстроенное из соснового леса квадратное в плане здание длиной и шириной 2 сажени 1 аршин, высотой 2 сажени, с полом и потолком из досок. Оно было покрыто тесом и увенчано небольшой деревянной главой с крестом. В часовне имелись 3 окна и 1 дверь. Строение к этому времени имело хорошую сохранность, но время его сооружения было неизвестно. В 1914—1915 гг. часовня значится посвященной Священномученику Власию, епископу Севастийскому, и Святителю Модесту, архиепископу Иерусалимскому. Здание не сохранилось.

## Общественно-деловая зона
Шмаковская начальная школа закрыта в начале 2000-х годов. 
В Шмаковской сельской библиотеке действует краеведческий музей.
Памятник погибшим в годы Великой Отечественной войны открыт в 1972 году. Скульптура солдата с поднятой вверх рукой с автоматом на постаменте. Памятник ограждён якорными цепями.

## Население
| 1763 | 1782  | 1795  | 1834 | 1850 | 1858 | 1868 |
| ---- | ----- | ----- | ---- | ---- | ---- | ---- |
| 154  | ↗244  | ↗329  | ↗545 | ↗572 | ↗590 | ↗670 |
| 1893 | 1912  | 1926  | 1989 | 2002 | 2010 |      |
| ↗864 | ↗1019 | ↗1080 | ↘386 | ↘339 | ↘233 |      |

Национальный состав
- По переписи населения 2002 года проживало 339 человек, из них русские — 99 %.
- По переписи населения 1926 года проживало 1080 человек, все русские.